# Batalla de Sabiñánigo
La batalla de Sabiñanigo (a veces denominada Ofensiva de Biescas) fue una Batalla de la guerra civil española, que tuvo lugar en el Frente de Aragón durante el otoño de 1937.

## Fuerzas presentes
Parte de la estrategia republicana desarrollada para entretener tropas nacionales del apurado Frente Norte.
Sobre un frente de unos 30 km, el Ejército Popular reunió dos divisiones (las famosas 43.ª y la 27.ª, esta última traída habiendo participado en la ofensiva de Huesca) junto cuatro baterías de artillería y una compañía de blindados, totalizando unos 14 000 hombres y 16 piezas de artillería. Al mando del Comandante Mariano Bueno se establecieron tres ejes de avance:
- Gavín – Biescas, con el objetivo de tomar ambas localidades y avanzar sobre las cimas de Paco de Asún, Valle de Aurín y amenazar Sabiñanigo desde el norte.
- Yebra de Basa, con la idea de tomar esta punta de lanza nacional y arremeter contra Sabiñanigo desde el este y Sierra de San Pedro.
- Hostal de Ipiés, para avanzar hacia Navasa con la intención de amenazar Jaca desde el sureste.

Frente a ellos se encontraba la I Brigada de la 50.ª División Nacional al mando del Coronel Alberto Caso y formada en su mayoría, por reclutas del Regimiento de Infantería "Galicia" n.º 19, más tropas especializadas, voluntarios como los temibles Panteras del Valle de Tena o la Compañía de Esquiadores, sumando un número cercano a los 4000 hombres y media docena de piezas de artillería, algunos demasiado anticuados.

## Desarrollo de las operaciones

### Ofensiva republicana
A pesar de que el servicio de espionaje y algunos desertores habían advertido sobre las maniobras republicanas, el ataque del 22 de septiembre cogió a los "nacionales" totalmente desprevenidos.
Especialmente en Gavín donde la avanzadilla del bando sublevado, constituida por unos 140 hombres, en su mayoría Panteras, al mando del alférez Miguel Blasco Vilatela, se vio rápidamente copada. A pesar de ellos, Vilatela organiza una resistencia numantina obligando al enemigo a entretener hasta dos de sus mejores batallones en tomar mediante terribles luchas cuerpo a cuerpo cada casa de la pequeña localidad. Finalmente, al atardecer del 23 de septiembre, con las municiones agotadas, el alférez rinde el último reducto de la iglesia siendo inmediatamente ejecutado.
Al sur, el 519.º batallón republicano cruza el Gállego y gira su eje de avance hacia el norte para atacar Biescas, donde la Compañía de Esquiadores y algunas tropas huidas de Gavín al mando del comandante Cabrerizo se aprestan a resistir. La lucha es muy dura y en ella cae mortalmente herido el comandante republicano Telmo Montprade. Al atardecer, conscientes de que no es posible prolongar la resistencia, Cabrerizo ordena la retirada hacia el Fuerte de Santa Elena iniciando así la poco conocida y estudiada “Bolsa del Valle de Tena” donde unos 350 soldados nacionales y 1500 civiles resistieron durante meses el sitio republicano con una comunicación casi inexistente con el resto del ejército nacional.
Al sur, el 517.º Batallón al mando del comisario Mariano Lacasa, atraviesa el Gállego y en un rápido y audaz ataque se apodera de una batería artillería de los nacionales situada en Escuer, tomando luego las lomas de Asún y la estratégica loma de Punta Güe, llegando incluso a apoderarse del pueblo de Acumuer.
Sin embargo, en el Eje Yebra de Basa, se consiguen tomar pequeñas localidades como Larrede, Ysún de Basa, Allué o Javierre del Obispo así como la sierra de San Pedro que es rápidamente fortificada. Pero en Yebra, unos 300 nacionales resisten con uñas y dientes prácticamente aislados de Sabiñánigo. A pesar de los esfuerzos gubernamentales, Yebra nunca será tomada. Pero será en Hostal de Ipiés donde el avance republicano será más espectacular.
La 27.ª División rompe el frente en Lanave, cruza el Gállego obviando los focos de resistencia que deja a su espalda y se apodera rápidamente de numerosas localidades del extremo occidental de la Guarguera (Orna, Arto…), amenazando la importante estación ferroviaria de Caldearenas y llegando a las puertas de la localidad de Ara, a unos 10 km de Jaca, donde la resistencia nacional se enquista. Un poco más al norte llegan a tomar Rapún y situarse a un paso de copar Sabiñánigo desde el sur. Tras una semana de duros combates el mando nacional recibe el refuerzo de varios tabores y banderas de legionarios más varias baterías de la artillería más moderna totalizando en torno a 10 000 hombres y disponiéndose a contraatacar y recuperar el terreno perdido.

### Contraataque de los sublevados
Para ello entre el 3-7 de octubre lanza duros ataques para recuperar Punta Güe, donde el 518.º Batallón republicano resiste desesperadamente retirándose únicamente cuando sus bajas han superado el 50 %. Para aliviar la presión por el sur se lanza a mediados de octubre un duro ataque en el denominado Mirador del Abuelo que es ocupado tras terribles combates.
Será a comienzos de noviembre cuando se lanza la contraofensiva más dura contra la sierra de San Pedro cuyo eje, situado en la destruida ermita, se convertirá en escenario de las refriegas más duras en ese sector del frente. Cuando la posición es tomada hacia el 7 de noviembre, ambos bandos han perdido unos 500 hombres cada uno. El final de la ofensiva llegará por agotamiento de los contendientes.

## Consecuencias
Las Fuerzas sublevadas han conseguido contener el ataque republicano pero no recuperar el terreno perdido salvo las posiciones más comprometidas. Los republicanos han ocupado una amplia porción de terreno y la importante localidad de Biescas, pero ha sufrido numerosas bajas y surgen conatos de rebelión en el seno de sus tropas. Además, no han conseguido tomar Sabiñánigo, principal centro industrial y obrero del Alto Aragón a pesar de haber estado a punto de cercarlo.
Aunque es difícil estimarlas, el número de bajas totales se podrían cifrar en unas 2500 para los nacionales y 3500 en el Ejército Republicano.